# Zhang Zai
Zhang Zai (sinogrammes simplifiés : 张载 ; sinogrammes traditionnels : 張載 ; pinyin : Zhāng Zǎi ; Wade–Giles : Chang Tsai) né en 1020 et mort en 1077, est un cosmologiste chinois qui contribue au développement de la philosophie néoconfucianiste.

## Biographie
Zhang Zai est né en 1020 à Hengqu, dans la province de Shaanxi. Pendant sa jeunesse, il s'intéresse d'abord aux affaires militaires, mais se met ensuite à étudier les textes du confucianisme. Comme de nombreux philosophes de l'époque de la dynastie Song, il est d'abord frustré par la pensée confucianiste et s'intéresse au bouddhisme et au taoïsme pendant plusieurs années. Il parvient cependant à la conclusion qu'il est impossible de trouver la Voie dans ces deux philosophies, et se tourne à nouveau vers le confucianisme. Son exploration des diverses pensées religieuses influence grandement ses propres idéaux.
En 1056, Zhang Zai présente sa Théorie des changements, qui reste une de ses œuvres les plus mémorables. Ce fut probablement à cette période qu'il rencontra les frères Cheng pour la première fois. Après avoir passé avec succès le concours de recrutement des hauts fonctionnaires, il occupe plusieurs postes mineurs au sein du gouvernement chinois.
En 1069, Zhang Zai est recommandé à l'empereur Song Shenzong, qui lui offre une place au sein du gouvernement de la capitale. Cependant, il se retrouve par la suite en désaccord avec le premier ministre (Wang Anshi) et décide de se retirer dans sa ville natale de Hengqu, où il se consacre à étudier et à enseigner. Au cours de cette période de sa vie, sans doute la plus productive, il développe puis propage sa propre pensée.
En 1076, il termine son œuvre la plus importante Corriger l'ignorance, qu'il présente à ses disciples. Plus tard au cours de la même année, il est rappelé à la capitale et reprend une position de haut rang. Mais il tombe malade au cours de l'hiver et est contraint de démissionner à nouveau. Il meurt peu après, en 1077 lors de son retour vers sa ville natale de Hengqu. En 1241, Zhang est consacré dans le temple de Confucius pour ses travaux.
De nombreux écrits de Zhang ont été perdus. Zhu Xi constitua une sélection de ces écrits dans son anthologie de l'étude de la Voie à l'époque de la dynastie Song, sous le nom de Réflexions sur les choses à portée. Ses œuvres les plus importantes ayant survécu jusqu'à nos jours sont probablement ses commentaires sur les Changements et Corriger l'ignorance.
Après la mort de Zhang Zai, la plupart de ses disciples participent au développement de l'école des frères Cheng. C'est principalement grâce aux efforts de ces derniers et de Zhu Xi que ses travaux deviennent célèbres. Zhu Xi décrit Zhang comme l'un des fondateurs de l'Étude de la Voie.

## Philosophie

### Définition et caractéristiques du qi
La métaphysique de Zhang Zai repose essentiellement sur la Théorie des Changements, traditionnellement attribuée à Confucius. Tous les éléments du monde sont composés d'une substance primordiale appelée qi. Le qi inclut non seulement la matière mais aussi le yin et le yang, les forces gouvernant les interactions entre les éléments composés de matière. Dispersé, le qi est invisible et n'a pas de forme concrète, mais lorsqu'il se condense, il se transforme en solide ou liquide et acquiert de nouvelles propriétés. Toutes les choses matérielles sont composées de qi condensé : les pierres, les arbres et même les personnes. Il n'existe rien qui ne soit pas formé de qi. Par conséquent, toutes les choses ont la même essence, ce qui a d'importantes implications éthiques.
La plus grande contribution de Zhang Zai à la philosophie chinoise est son souci de poser le qi comme fondement de sa cosmologie. Selon lui, le qi ou "force vitale", est la substance fondamentale permettant d'expliquer tous les phénomènes de l'univers.
Premièrement, le qi est en perpétuelle transformation. Deuxièmement, cette transformation a lieu de manière récurrente sous l'influence du yin et du yang. Les changements subis par le qi sont le fruit de l'activité permanente engendrée par ces deux principes. Zhang Zai déclare qu'il n'existe rien dans l'univers qui ne puisse être expliqué par cette double activité du qi.
Troisièmement, des changements tels que la condensation, la dispersion ou le fait de devenir invisible ne traduisent pas une disparition quantitative de la chose en question.
Quatrièmement, Zhang Zai insiste sur le fait que bien que la création et la transformation de nombreuses choses puissent être réduites à un seul modèle récurrent (l'interaction du yin et du yang), aucune chose dans l'univers n'est la répétition d'une autre. Pour illustrer cette idée, il prend l'exemple de l'esprit humain : aucun esprit n'est identique à un autre.
Cinquièmement, le mouvement perpétuel du monde physique n'est pas causé par une force extérieure. Zhang Zai déclare que le cosmos ne dépend pas d'une cause première puisque le qi est une force vitale qui évolue d'elle-même et rend ainsi possible à elle seule tout changement.

### Bonté humaine
Les néoconfucianistes attachèrent avant tout une grande importance à la doctrine de Zhang Zai selon laquelle le sage « fait corps avec l'univers ». Cette doctrine permit à la fois d'assurer la continuité avec l'héritage du confucianisme classique et d'étendre le système néoconfucianiste.
Au centre de l'enseignement de Zhang Zai se trouve l'idée du ren, ou humanité, que l'on retrouve sous différentes formes comme enseignement principal de la tradition confucianiste classique. Cette qualité fondamentale, qui était pour Confucius et Mencius le lien entre la société humaine et les voies célestes (ou tian), ainsi que la base de la structure morale de l'univers, fut étendue par Zhang Zai qui y intégra l'univers lui-même. En effet, l'idée que le sage fait corps avec l'univers suggère la complémentarité et l'identité fondamentale du microcosme et du macrocosme. Cette doctrine illustre également la croyance de Zhang Zai dans la bonté fondamentale et dans le sens de l'univers, ainsi que dans la possibilité pour chaque individu de parvenir à l'idéal du sage.
Zhang Zai distingue également clairement le confucianisme du bouddhisme et du taoïsme. Selon lui, l'univers et ses phénomènes ont une existence réelle. La vie humaine possède une valeur intrinsèque et représente le point de départ pour parvenir à la sagesse. Ce point de vue se distingue clairement du bouddhisme et du taoïsme, qui requièrent tous deux une rupture radicale avec l'univers tel qu'il nous est donné afin d'accomplir la quête salvatrice. Le bouddhisme et le taoïsme visent tous deux à échapper au monde, tandis que le confucianisme trouve au contraire accomplissement et identité dans les changements du monde, un monde de qi plutôt qu'un monde de vide. Le sage accepte la réalité ultime du qi et sa bonté inhérente, reconnaît l'omniprésence du ren dans la structure même de l'univers, et atteint ainsi l'idéal du sage en faisant corps avec celui-ci.

## Œuvres
- Réflexions sur les choses à portée
- Corriger l'ignorance
- Changements